# 卡羅琳·戴維森
卡羅琳·戴維森（英語：Carolyn Davidson，1943年—），是一位設計Swoosh標誌聞名的平面設計師。

## 早年生活
卡羅琳·戴維森，人們對她現在的生活和早年經歷知之甚少，但她已遠離聚光燈並選擇保持低調。在2000年退休後，她沒有出現在Twitter、Instagram和Facebook等社交媒體上。儘管如此，戴維森並未虛度光陰，她充分利用這段時間。
多年來，戴維森在Nike公司的成功使得Swoosh標誌廣為人知，同時她也成為該公司的股東。憑藉這份財富，她打造了一個穩定而富足的生活，這樣她就能夠有更多的時間去做過去無法完成的事情。戴維森可能投入在她熱愛的興趣、旅行、慈善事業或其他她感興趣的領域，而這些都遠離了公眾的關注。

## 職業生涯
1971年，戴維森是波特蘭州立大學平面設計系的學生，她起初專攻新聞領域，後來參加了一門名為「填補空缺選修課」的設計課程，並開始對設計產生興趣。她於同年獲得了平面設計學士學位。
在大學期間，戴維森向教授菲爾·奈特抱怨她買不起油畫用品的問題。於是，奈特介紹她為當時的藍帶體育公司（現在的Nike）做一些工作機會。奈特提供了一份他與日本鞋業高層會面所製作的圖表給戴維森。她在這份工作中表現出色，開始為公司設計海報、廣告和傳單等。
同年，奈特和他的聯合創辦人需要為他們即將推出的新跑鞋系列設計一個標誌，他們要求戴維森創作一條與運動相關的條紋（在鞋業術語中稱為鞋標）。戴維森接受了這項挑戰，致力於創造一個傳達速度和運動概念的圖形。最終，她設計了一個簡單而獨特的形狀，稱為「Swoosh」（中文譯為「飛翼」），它由一個向右上方彎曲的線條組成，展現出動態感。這個設計充滿了活力和動力，成為了Nike品牌的標誌，象徵著運動、速度和勝利。Swoosh的設計在當時非常突出，為Nike贏得了廣泛的認可和品牌識別度。至今，Swoosh已成為世界上最著名和受歡迎的商標之一，象徵著Nike在運動產業的領導地位和創新精神。
戴維森利用一塊紙巾在鞋子圖上描繪了她的設計構思。她為奈特提供了五種不同的設計選擇，其中之一就是Swoosh，這個設計類似於翅膀，象徵著古希臘勝利女神Nike
。
由於時間緊迫，奈特需要選擇一個標誌以滿足生產的期限。在拒絕了戴維森的其他四個設計後，他選擇了Swoosh。當時，他對這個標誌表示了不喜歡，但相信它會隨著時間的推移發展壯大。作為對她的服務的報酬，公司支付了她35美元，根據2018年的通貨膨脹調整，這相當於約217美元。
戴維森繼續在藍帶體育公司（後來於1972年正式更名為Nike, Inc.）工作，直到公司的設計需求超出了個人能力的範圍。於是在1976年，公司聘請了首家外部廣告公司John Brown and Partners，而戴維森則繼續專注滿足其他客戶的需求。
1983年9月，大約在公司上市三年後，奈特邀請戴維森參加了一個公司招待會。在那個場合上，奈特向她贈送了一個巧克力Swoosh標誌、一枚刻有Swoosh標誌的黃金鑽石戒指，以及500股Nike股票（根據2015年估計價值約1,000,000美元），這些股票已拆分為32,000股Nike股票（根據2016年）<。對於這些禮物，戴維森表示：「對於菲爾來說，這是一個非常特別的事情，因為我起初向他收費，後來他支付了那張支票。」由此之後，戴維森被稱為「標誌女士」。
1995年，公司從標誌中去掉了「Nike」一詞，使得Swoosh成為該品牌的主要標誌。戴維森於2000年退休，現在從事業餘愛好和志願者工作。她每週都在俄勒岡州的傳統伊曼紐爾醫療中心和健康中心的麥當勞叔叔之家慈善基金工作。